# Rodrigo Heffner
Rodrigo Vieira Heffner, detto Rodrigo Heffner (Porto Alegre, 8 settembre 1982), è un ex calciatore brasiliano, di ruolo difensore.

## Caratteristiche tecniche
Gioca come difensore laterale destro.

## Carriera

### Club
Dopo aver giocato per il Grêmio in giovane età, ha girato molti club minori in Brasile, specialmente nello Stato del Paraná, prima di approdare al Coritiba, con il quale ha disputato il Campeonato Brasileiro Série A 2008, in Série A.
Il 21 aprile 2010 il Guarani ha annunciato l'ingaggio dell'esterno.

## Palmarès

### Club

#### Competizioni statali
- Campionato Gaúcho: 1

Grêmio: 2001
- Campeonato Paulista Série B2: 1

ECUS: 2003
- Campeonato Paulista Série A3: 1

Barueri: 2005